# Proclitus albidipes
Proclitus albidipes là một loài tò vò trong họ Ichneumonidae.